# Argument (lingvistika)
Argument je v lingvistice výraz, který doplňuje význam predikátu, přičemž predikátem je hlavní sloveso ve větě a k němu patřící pomocná slovesa. V tomto ohledu se argument podobá komplementu. Většina predikátů vyžaduje jeden, dva nebo tři argumenty. Predikát a jeho argumenty tvoří predikátově-argumentovou strukturu. Diskuze o predikátech a argumentech se týká především (obsahových) sloves a substantivních frází (NPs), i když i jiné syntaktické kategorie mohou být tvořeny predikátem a jeho argumenty. Argumenty je třeba rozlišovat od adjunktů. Zatímco predikát argumenty pro naplnění svého významu vyžaduje, adjunkty závislé na predikátu jsou fakultativní a pro naplnění významu predikátu nejsou nezbytné. Většina teorií syntaxe a sémantiky používá argumenty a adjunkty, často se však liší používanou terminologií. Obecně se předpokládá, že toto rozlišování je přítomné ve všech jazycích. V závislostní syntaxi se argumenty někdy nazývají aktanty, podle knihy Éléments de syntaxe structural Luciena Tesnièra z roku 1959.
Oblast gramatiky, která se zabývá povahou predikátů, jejich argumenty a adjunkty, se nazývá valenční teorie. Predikáty mají valenci; ta určuje počet a typ argumentů, které se mohou nebo musí vyskytovat v jejich okolí. Valence predikátů se také zkoumá kvůli subkategorizaci.

## Argumenty a adjunkty
Základní analýza syntaxe a sémantiky vět je založena na rozlišování mezi argumenty a adjunkty. Větný predikát, kterým je obvykle obsahové sloveso, vyžaduje určité argumenty. To znamená, že argumenty jsou nezbytné pro naplnění významu slovesa. Naproti tomu adjunkty, které mohou být také přítomné ve větě, nejsou v tomto smyslu nezbytné. Nejčastěji se objevující argumenty slovesných predikátů jsou podmětná fráze a předmětná fráze. Například:
Jill likes Jack.
Sam fried the meat.
The old man helped the young man.
Každá z těchto vět obsahuje dva argumenty zvýrazněné polotučným písmem, první substantivní fráze je podmětový argument, druhá je předmětový argument. Například u predikátu likes je Jill podmětový argument a Jack předmětový argument. Slovesné predikáty, které vyžadují pouze podmětový argument (například sleep, work, relax) jsou intranzitivní, slovesné predikáty, které vyžadují také předmětový argument (například like, fry, help) jsou tranzitivní a slovesné predikáty, které vyžadují dva předměty jsou ditranzitivní (například give, lend).
Pokud do uvedených vět přidáme další informace, jde o adjunkty, například
Jill really likes Jack.
Jill likes Jack most of the time.
Jill likes Jack when the sun shines.
Jill likes Jack because he's friendly.
Přidané fráze (polotučně) jsou adjunkty; poskytují další informace, které však nejsou nezbytné pro naplnění významu predikátu likes. Klíčovým rozdílem mezi argumenty a adjunkty je, že použití argumentu je obvykle obligatorní (povinné), zatímco adjunkty lze doplňovat volitelně. Zatímco typickými argumenty slovesa jsou podmětová nebo předmětová substantiva nebo substantivní fráze jako v příkladech uvedených výše, mohou jimi být také předložkové fráze (PPs) (nebo i jiné kategorie). Polotučně vyznačené PPs v následujících větách jsou argumenty:
Sam put pen on the chair.
Larry does not put up with that.
Bill is getting on my case.
Vidíme, že tyto předložkové fráze jsou (nebo obsahují) argumenty, protože když se pokusíme je vynechat, vznikne negramatická věta:
*Sam put the pen.
*Larry does not put up.
*Bill is getting.
Podmět a předmět se považují za základní (jaderné) argumenty; jaderné argumenty mohou být různým způsobem vypouštěny, přidávány nebo zaměňovány při změnách diateze (slovesného rodu), jako je pasivizace, antipasivizace, aplikativizace, inkorporace apod. Na předložkové argumenty, také nazývané anglicky oblique arguments, se však tyto procesy obvykle nevztahují.

### Psycholigvistika (argumenty a adjunkty)
Psycholingvistické teorie musí objasňovat, jak jsou syntaktické reprezentace inkrementálně vytvářeny během procesu porozumění větám. Jedním pohledem, který vychází z psycholingvistiky, je hypotéza o struktuře argumentů (anglicky argument structure hypothesis, ASH), která vysvětluje různé kognitivní operace při připojování argumentů a adjunktů: argumenty se připojují lexikálním mechanismem, zatímco adjunkty se připojují obecnou (nelexikální) gramatickou znalostí, která je reprezentována frázovými pravidly nebo nějakým jejich ekvivalentem.
Status argumentů je určen kognitivním mechanismem, kterým je fráze začleněna do vytvářející se syntaktické reprezentace věty. Psycholigvistická pozorování podporují formální rozlišování mezi argumenty a adjunkty, protože jakékoli otázky o statusu argumentů fráze jsou ve výsledku otázkami o naučené mentální reprezentaci lexikálních hlav.[zdroj?]

## Syntaktické a sémantické argumenty
Důležitost rozlišování argumentů a adjunktů potvrzují syntaktické i sémantické argumenty. Obsahové sloveso určuje počet a typ syntaktických argumentů, které se musí nebo mohou vyskytovat ve větě; sloveso vyžaduje naplnění určitých syntaktických funkcí (například podmětu, předmětu, nepřímého předmětu, určité předložky, vlastníka, apod.) svými argumenty. Tyto syntaktické funkce se mění při změně diateze predikátu (například činné sloveso, trpné příčestí, gerundium, podstatné jméno slovesné, atd.). V jazycích, které mají morfologické pády, musí být argumenty predikátu použity ve správném pádu (například v nominativu, akuzativu, dativu, genitivu, atd.), který je vynucen predikátem. Naproti tomu sémantická argumenty predikátu se nemění, například
Jack is liked by Jill.
Jill's liking Jack
Jack's being liked by Jill
the liking of Jack by Jill
Jill's like for Jack
Predikát 'like' se v těchto příkladech objevuje v různých formách, kvůli čemuž se syntaktická funkce argumentů tvořených slovy Jack a Jill mění. Například předmět činné věty se stane podmětem trpné věty. Bez ohledu na tuto změnu syntaktické funkce zůstávají argumenty sémanticky neměnné. V každém případě Jill je konatelem (anglicky experiencer, ten, kdo má rád někoho) a Jack je ten, koho má někdo rád. Jinými slovy syntaktické argumenty podstupují syntaktické změny pokud jde o syntaktické funkce, ale tematické role argumentů daného predikátu se při změně formy predikátu nemění.
Syntaktické argumenty určitého slovesa mohou být v různých jazycích různé. Například sloveso put v angličtině vyžaduje tři syntaktické argumenty: podmět, předmět a příslovečné určení místa (tj. He put the book into the box, Dal knihu do krabice.). Tyto syntaktické argumenty odpovídají třem sémantickým argumentům: agent, téma, a cíl. Japonské sloveso oku 'dát' má tři stejné sémantické argumenty, ale jeho syntaktická argumenty se liší, protože tři syntaktické argumenty nejsou japonštině nutné, takže není chybou říct Kare ga hon o oita (“Dal knihu“). Ekvivalentní věta bez použití lokativu je v angličtině negramatická, jak ukazují příklady obsahující sloveso put výše. Z tohoto důvodu je třeba překlad této věty z japonštiny do angličtiny poněkud upravit použitím jiného slovesa: He positioned the book nebo He deposited the book (Odložil knihu.).

## Rozlišování mezi argumenty a adjunkty

### Argumenty a adjunkty
[ujasnit]
Velké množství literatury bylo věnováno rozlišování argumentů a adjunktů. Pro tento účel bylo navrženo mnoho syntaktických testů. Jedním z nich je test se vztažnou větou. Pokud se testovaný konstituent může objevit po kombinaci which occurred/happened (což se stalo) ve vztažné větě, jde o adjunkt, nikoli argument. Například
Bill left on Tuesday. → Bill left, which happened on Tuesday. – on Tuesday je adjunkt.
Susan stopped due to the weather. → Susan stopped, which occurred due to the weather. – due to the weather je adjunkt.
Fred tried to say something twice. → Fred tried to say something, which occurred twice. – twice je adjunkt.
Pokud je testovaný konstituent argumentem, vede stejný test k nepřijatelným vztažným větám (a souvětím). Například
Bill left home. → *Bill left, which happened home. – home je argument.
Susan stopped her objections. → *Susan stopped, which occurred her objections. – her objections je argument.
Fred tried to say something. → *Fred tried to say, which happened something. – something je argument.
Tento test také uspěje při identifikaci předložkových argumentů:
We are waiting for Susan. → *We are waiting, which is happening for Susan. – for Susan je argument.
Tom put the knife in the drawer. → *Tom put the knife, which occurred in the drawer. – in the drawer je argument.
We laughed at you. → *We laughed, which occurred at you. – at you je argument.
Užitečnost testu se vztažnou větou je však omezená. Test například nesprávně ukazuje, že modální adverbia (například probably, certainly, maybe) a příslovečná určení způsobu (například quickly, carefully, totally) jsou argumenty. Pokud však konstituent projde testem se vztažnou větou, můžeme si být jisti, že se o argument nejedná.

### Obligatorní a fakultativní argumenty
Další dělení dělení na argumenty a adjunkty poněkud zatemňuje. Mnoho argumentů se chová jako adjunkty v jiném druhu testu, testu vynechání. Adjunkty lze vždy vypustit z fráze, klauze nebo celé věty, ve které se vyskytují, aniž by se výsledný výraz stal nepřijatelným. Většinu argumentů (obligatorních/povinných) naproti tomu vynechat nelze. Existují však argumenty, které jsou identifikovány jako argumenty testem se vztažnou větou, které však vynechané být mohou, například
a. She cleaned the kitchen.
b. She cleaned. –  kitchen je fakultativní argument.
a. We are waiting for Larry.
b. We are waiting. – for Larry je fakultativní argument.
a. Susan was working on the model.
b. Susan was working. – on the model je fakultativní argument.
Test se vztažnou větou identifikuje, že složky vyznačené polotučně jsou argumenty. Test s vynecháním však ukazuje, že v tomto případě nejde o obligatorní argumenty, ale fakultativní. Z toho vyplývá, že je potřebné dělení na tři kategorie. Na jedné straně rozlišujeme argumenty a adjunkty, na druhé straně argumenty dělíme na obligatorní (povinné) a fakultativní (nepovinné).

### Argumenty a adjunkty v substantivní frázi
Většina práce při rozlišování argumentů a adjunktů se uskutečňuje na úrovni vět (klauzí) a zaměřuje se na argumenty a adjunkty slovesných predikátů. Jejich rozlišování je však také klíčové pro analýzu substantivních frází. S mírnou úpravou lze test se vztažnou větou použít také pro rozlišení argumentů a adjunktů v substantivní frázi, například
Bill's bold reading of the poem after lunch
*bold reading of the poem after lunch, that was Bill's – Bill's je argument.
Bill's reading of the poem after lunch, that was bold – bold je adjunkt
*Bill's bold reading after lunch, that was of the poem – of the poem je argument
Bill's bold reading of the poem, that was after lunch – after lunch je adjunkt
Test identifikuje Bill's a of the poem jako argumenty, a bold a after lunch jako adjunkty.

## Reprezentace argumentů a adjunktů
Rozlišování mezi argumenty a adjunkty je ve stromových strukturách používaných pro reprezentaci syntaktické struktury často indikováno. Ve frázových gramatikách je adjunkt připojený („adjoined“) k projekci hlavy svého predikátu způsobem, který jej odlišuje od argumentů tohoto predikátu. Jejich rozlišování je dobře viditelné v teoriích, které využívají schéma X s pruhem, například
Argument, který je komplementem, se objevuje jako sestra hlavy X, zatímco argument, který je specifikátorem, se objevuje jako dcera XP. Fakultativní adjunkty se mohou připojovat v jedné z několika pozic připojených k projekci X s pruhem nebo k XP.
Teorie syntaxe, které uznávají n-ární větvení, a tedy konstruují plošší syntaktickou strukturu, než jsou vrstvené struktury používané v teorii X s pruhem, musí pro rozlišení argumentů a adjunktů využívat jiné prostředky. Některé závislostní gramatiky  k tomuto účelu využívají šipkovou konvenci. Argumenty jsou vyznačeny „normální“ závislostní hranou, zatímco adjunkty hranou se šipkou. V následující stromě šipka ukazuje od adjunktu k řídicímu členu tohoto adjunktu:
Hrany tvořené šipkou identifikují v tomto stromě čtyři složky (= úplné podstromy) jako adjunkty: At one time, actually, in congress, a for fun. Normální závislostní hrany (bez šipek) identifikují ostatní složky jako argumenty svých hlav. Tedy Sam, a duck, a to his representative in congress jsou identifikovány jako argumenty slovesného predikátu wanted to send.

## Relevantní teorie
- Teorie argumentace

Teorie argumentace se zaměřuje na to, jak logické vyvozování vede ke konečným výsledkům použitím vnitřní struktury vystavěné z předpokladů, určité metody vyvozování a závěru. Existuje mnoho verzí argumentace, které se vztahují k této teorii, mezi které patří konverzační, matematická, vědecká, interpretativní, právní, a politická.
- Funkční gramatické teorie

Gramatické teorie, konkrétně funkční teorie gramatiky, se zabývají funkcemi jazyka jako spojení k plnému porozumění lingvistice pomocí vztahování gramatických prvků k jejich funkcím a účelům.
- sytantické teorie

Existuje množství teorií, které se zabývají strukturální syntaxí, např. generativní gramatika, kategoriální gramatika, a závislostní syntax.
- Teorie v sémantice

Moderní teorie sémantiky zahrnují formální sémantiku, lexikální sémantiku a komputační sémantika. Formální sémantika se zaměřuje na pravdivostní podmíněnou sémantiku. Lexikální sémantika delves do slovo významy ve vztahu na jejich kontextu a komputační sémantika používá algoritmy a architektury pro zkoumání lingvistických významů.
- Valenční teorie

Pojem valence se týká počtu a typ argumentů, které jsou připojeny k predikátu, především ke slovesu. K argumentům slovesa ve valenční teorii patří také argument vyjádřený podmětem slovesa.

## Historie argumentů v lingvistice
Pojem struktury argumentů byl poprvé formulován v 80. letech 20. století badateli, kteří vycházeli z rámce řízenosti a vázání, aby odstranili spory kolem argumentů.

## Význam
Rozlišování argumentů a adjunktů je klíčové pro většinu teorií syntaxe a gramatiky. Argumenty se v mnoha ohledech chovají jinak než adjunkty. Teorie vázání, koordinace, diskontinuity, výpustek (elips), atd. musí toto rozlišování uznat a stavět na něm. Když prověřujeme tyto oblasti syntaxe, zjistíme, že se argumenty chovají jinak než adjunkty, a že bez jejich rozlišování by naše schopnost zkoumat tyto jevy a rozumět jim byla vážně omezena.
Existuje rozdíl mezi argumenty a adjunkty kterého si mnoho lidí v každodenním používání jazyka nevšimne. Tento rozdíl je mezi obligatorními frázemi a frázemi, které věty pouze upřesňují a doplňují. Pokud například někdo řekne „Tim punched stuffed animal“, fráze stuffed animal je argumentem, protože tvoří hlavní část věty. Pokud někdo řekne, „Tim punched stuffed animal with glee“, fráze with glee je adjunktem, protože pouze doplňuje informaci do věty, ale věta dává smysl i bez ní.